# Richardton
Richardton è un centro abitato (city) degli Stati Uniti d'America, situato nella Contea di Stark, nello Stato del Dakota del Nord. Nel censimento del 2000 la popolazione era di 619 abitanti. La città è stata fondata nel 1883. Appartiene all'area micropolitana di Dickinson.

## Geografia fisica
Secondo i rilevamenti dell'United States Census Bureau, la località di Richardton si estende su una superficie di 1,00 km², tutti occupati da terre.

## Popolazione
Secondo il censimento del 2000, a Richardton vivevano 619 persone, ed erano presenti 168 gruppi familiari. La densità di popolazione era di 646 ab./km². Nel territorio comunale si trovavano 285 unità edificate. Per quanto riguarda la composizione etnica degli abitanti, il 99,35% era bianco, lo 0,16% era afroamericano, lo 0,16% era nativo, lo 0,16% proveniva dall'Asia e lo 0,16% apparteneva a due o più razze. La popolazione di ogni razza ispanica corrispondeva allo 0,32% degli abitanti.
Per quanto riguarda la suddivisione della popolazione in fasce d'età, il 25,0% era al di sotto dei 18, il 6,6% fra i 18 e i 24, il 21,8% fra i 25 e i 44, il 23,7% fra i 45 e i 64, mentre infine il 22,8% era al di sopra dei 65 anni di età. L'età media della popolazione era di 43 anni. Per ogni 100 donne residenti vivevano 97,8 maschi.